# Ruta Nacional 65 (Colombia)
La Ruta Nacional 65 hace parte del corredor vial nacional de Colombia y atraviesa el territorio en sentido noreste bordeando la Cordillera Oriental, desde Villagarzón (Putumayo) hasta Saravena (Arauca) cerca de la frontera con Venezuela. El trayecto entre San Vicente del Caguán y San José del Guaviare, sin embargo, está aún por construir. Es una importante vía de conexión en la Región de la Orinoquía y Piedemonte llanero, interconectando ciudades como Villavicencio y Yopal, y, a través de la Ruta Nacional 66, con Arauca y la frontera con Venezuela. En el suroccidente del país también conecta al Putumayo con Florencia y San Vicente del Caguán, y, a través de la Ruta Nacional 45, con Mocoa y la frontera ecuatoriana.
Debido al tramo inexistente en el Guaviare, la Ruta se divide informalmente en dos: el tramo sur entre Villagarzón y San Vicente del Caguán se conoce como Troncal de la Selva, y el tramo norte entre San José del Guaviare y Saravena se conoce como Troncal del Llano.
La Carretera Marginal de la Selva en Colombia comparte también en su mayoría el recorrido de la Ruta Nacional 65 excepto por el trayecto entre La Uribe y Granada en el departamento del Meta, el cual se define en cambio por Tramo 02 de la Ruta Nacional 65A. El Decreto 1735 de 2001 define también a la Troncal Villagarzón-Saravena con los tramos de la Ruta Nacional 65 excepto el 07 y 08 entre San José del Guaviare y Granada; en reemplazo de éstos, dicha Troncal corre por el Tramo 02 de la Ruta Nacional 65A.

## Troncal del Llano
A su paso comunica a los departamentos de Arauca, Casanare y Meta, en donde puede conectarse con Bogotá y el resto del país. Comienza en Saravena (Arauca) en la frontera con Venezuela, pasando por Fortul y Tame. Luego penetra en Casanare, pasando por Hato Corozal, Paz de Ariporo, Pore, hasta llegar a Yopal. De ahí sigue hasta Aguazul (con cruce a Sogamoso (Boyacá) y Bogotá), Tauramena, Monterrey y Villanueva. Finalmente, penetra en el departamento del Meta, en el municipio de Barranca de Upía, pasando por Restrepo, Cumaral, Villavicencio, Acacías, Guamal, San Martín, Granada y finalmente La Uribe por la Ruta Nacional 65A.

## Troncal de la Selva
Parte de Mina Blanca en el departamento de Caquetá donde se conecta con la Ruta Nacional 30 hacia Neiva. A su paso enlaza las poblaciones de San Vicente del Caguán, Puerto Rico (Caquetá), El Doncello, Florencia, Morelia (Caquetá), Yurayaco (Caquetá), Mocoa, Puerto Asís, Valle del Guamuez, San Miguel y el Puente Internacional San Miguel en la frontera con Ecuador.

## Tramos
| Tramo | Inicio                        | Final                         | Longitud (km) |
| ----- | ----------------------------- | ----------------------------- | ------------- |
| 01    | Villagarzón (Putumayo)        | San José del Fragua (Caquetá) | 108.2         |
| 02    | San José del Fragua (Caquetá) | Florencia                     | 58.46         |
| 03    | Florencia                     | Puerto Rico (Caquetá)         | 96.76         |
| 04    | Puerto Rico (Caquetá)         | Mina Blanca (Meta)            | 81.14         |
| 07    | San José del Guaviare         | Cruce Puerto Rico             | 101.86        |
| 08    | Cruce Puerto Rico             | Ye de Granada Cruce Ruta 65A  | 105.27        |
| 09    | Ye de Granada Cruce Ruta 65A  | Villavicencio                 | 77.41         |
| 10    | Villavicencio                 | Barranca de Upía              | 104.74        |
| 11    | Barranca de Upía              | Monterrey (Casanare)          | 49.26         |
| 12    | Monterrey (Casanare)          | Yopal                         | 104.20        |
| 13    | Yopal                         | Paz de Ariporo                | 90.65         |
| 14    | Paz de Ariporo                | La Cabuya (Arauca)            | 73.01         |
| 15    | La Cabuya (Arauca)            | Saravena (Arauca)             | 90.65         |

## Variantes y pasos

### Meta
| Variante/Paso | Descripción                     | Longitud (km) |
| ------------- | ------------------------------- | ------------- |
| 65 MT A       | Paso por Puerto Lleras          | 14.08         |
| 65 MT B       | Paso por Puerto Limón           | 1.89          |
| 65 MT C       | Paso por Puerto Santander       | 3.08          |
| 65 MT D       | Paso por Puerto Aljure          | 4.11          |
| 65 MT E       | Puente Guatiquía - Los Caballos | 1.78          |
| 65 MT F       | Variante de Restrepo            | 30.09         |

## Ampliación y modernización
El instituto nacional de vías colombiano (INVIAS) ha desarrollado el proyecto del corredor vial Villavicencio - Yopal en el cual la ruta nacional iniciará su incursión en la nueva generación de vías 4G que se está desarrollando en el país.
El proyecto se divide de la siguiente manera:

### Meta
- Rehabilitación tramo Villavicencio - Monumento a las arpas.
- Construcción doble calzada Monumento a las arpas - Cumaral
- Construcción variante Cumaral
- Rehabilitación del corredor, corrección de curvas y ampliación de puentes en el tramo Variante Cumaral - Barranca de Upía

### Casanare
- Rehabilitación del corredor, ampliación de puentes y corrección de curvas en el tramo Barranca de Upia - Aguazul
- Rehabilitación rotonda de retorno y vías de acceso en variante Tauramena
- Construcción doble calzada Aguazul - Yopal
- Construcción puente río Charte
- Construcción variante Yopal (circunvalación o anillo vial) este tramo del proyecto aún se encuentra en fase de desarrollo y discusión por el instituto y la concesión vial del oriente.

Este proyecto tiene un tiempo estimado de desarrollo de 5 años iniciando en el año 2018 y finalizando en el año 2022 a más tardar. La construcción se realizará en sentido Villavicencio - Yopal. 
El proyecto tendrá un gran impacto en la zona de influencia las cuales son las ciudades Villavicencio y Yopal igual que los municipios: Restrepo, Cumaral, Paratebueno, Barranca de Upia, Villanueva (Casanare), Monterrey (Casanare), Tauramena y Aguazul (Casanare) teniendo una reducción de tiempo de 2 horas y 30 minutos en cada viaje